# Oxyothespis sudanensis
Oxyothespis sudanensis es una especie de mantis de la familia Mantidae.

## Distribución geográfica
Se encuentra en Etiopía y Sudán.